# 1979 في الجزائر
فيما يلي قوائم الأحداث التي وقعت خلال عام 1979 في الجزائر.

## الحكم
- رئيس الحكومة، رئيس مجلس الوزراء، وزير الدفاع الوطني : هواري بومدين (الرابعة)
- ثم رئيس الجمهورية وزير الدفاع : الشاذلي بن جديد منذ 1979 والوزير الأول في الحكومة : محمد بن أحمد عبد الغني (الأولى)

## سياسة

### تعيين في المنصب
- 9 فبراير – الشاذلي بن جديد رئيس الجزائر.

### انتهاء فترة المنصب
- 1 يناير – عبد العزيز بوتفليقة وزير الشؤون الخارجية الجزائري.
- 9 فبراير – رابح بيطاط رئيس الجزائر.

## مواليد

### يناير
- 6 يناير – سعاد آيت سالم
- 6 يناير – كريم غازي لاعب كرة قدم جزائري.

### فبراير
- 16 فبراير – سمير حجاوي لاعب كرة قدم جزائري.
- 28 فبراير – بن حليمة روان لاعب كرة قدم جزائري.

### أبريل
- 27 أبريل – حسين عشيو لاعب كرة قدم جزائري.

### يونيو
- 16 يونيو – هدى إيمان فرعون فيزيائية جزائرية.
- 26 يونيو – ياسين أمعوش

### يوليو
- 3 يوليو – رضا بابوش لاعب كرة قدم جزائري.
- 27 يوليو – بايا رحولي

### أغسطس
- 3 أغسطس – أيمن رزوق
- 25 أغسطس – حمزة ياسف لاعب كرة قدم جزائري.

### سبتمبر
- 1 سبتمبر – نبيل حيماني لاعب كرة قدم جزائري.

### ديسمبر
- 5 ديسمبر – ماتيو فيراري لاعب كرة قدم إيطالي.

## وفيات

### أبريل
- 4 أبريل – جوزيف ألكازار (مواليد 1911) لاعب كرة قدم فرنسي.

### يونيو
- 22 يونيو – عبد القادر بن زوعي (مواليد 1911) لاعب كرة قدم جزائري.

### يوليو
- 31 يوليو – محمد العيد آل خليفة (مواليد 1904) شاعر جزائري.